# Academia Alavesa de Ciencias de Observación
La Academia Alavesa de Ciencias de Observación fue una institución científica y cultural del siglo XIX con sede en la ciudad española de Vitoria.

## Historia
Fundada por Enrique Serrano Fatigati en Vitoria en la segunda mitad del XIX, tuvo entre sus miembros a figuras como Manuel Iradier, Julián Apraiz Sáenz del Burgo y Francisco Juan de Ayala. En el tomo de la Geografía general del País Vasco-Navarro dedicado a Álava y coordinado por Vicente Vera y López, se describe con las siguientes palabras:

Academia Alavesa de Ciencias de Observación.―Varios estudiantes de último año de Bachillerato, fundaron una asociación titulada La Exploradora, y con el apoyo de D. Enrique Serrano Fatigati, consiguieron organizar la citada Academia, que logró alcanzar própera vida, teniendo corresponsales en muchos pueblos de la provincia, que no solo facilitaban datos de interés, sino que también los objetos que merecían ser estudiados ó coleccionados que la suerte les deparaba. La guerra civil, hizo que la sociedad dejase de funcionar, y al restablecerse la paz, no reanudó con la misma actividad que antes sus tareas. Uno de los socios fundadores de La Exploradora, fué el ilustre D. Manuel Iradier, que á la sazón contaba 18 años y ya sobresalía por sus conocimientos geográficos; y en 1869, propuso á compañeros, explorar las regiones deconocidas de África, y al siguiente año proyectó un viaje desde el cabo de Buena Esperanza á Trípoli, cuyo itinerario presentó; pero todos estos proyectos, aunque fueron bien acogidos por el elemento joven de La Exploradora, no pasaron de tales.
(Vera y López, 1915-1921, pp. 122-123)